# Juan de los Santos Madriz y Cervantes
Juan de los Santos Madriz y Cervantes, sacerdote, político y educador costarricense, firmante del Acta de Independencia de Costa Rica.

## Biografía
Nació en Bagaces, Costa Rica, el 1 de noviembre de 1785. Sus padres fueron José Francisco Madriz García y María Candelaria Cervantes Ramírez.
Cursó estudios sacerdotales en León, Nicaragua. A su regreso a Costa Rica tuvo a su cargo varias parroquias, entre ellas la de la ciudad de San José.
El Ayuntamiento de la ciudad de San José lo designó en octubre de 1821 como su representante en la Junta de Legados de los Ayuntamientos que se reunió en Cartago del 25 al 26 de octubre de 1821 para discutir sobre la independencia de Costa Rica de España. Asistió el 29 de octubre de 1821 a la sesión del Ayuntamiento de Cartago en la que se suscribió el Acta de Independencia de Costa Rica.
Representó a San José en la Junta de Legados de los Pueblos de 1821 y fue miembro de la Junta Gubernativa interina de 1821-1822. 
Fue el primer Rector de la Universidad de Santo Tomás, inaugurada en San José en 1843.
Durante la primera administración de su sobrino José María Castro Madriz su nombre fue considerado para el Obispado de Costa Rica, cuyo establecimiento se tramitaba en Roma, pero la caída del gobierno en 1849 hizo que se disipase tal posibilidad.
También fue un gran benefactor del hospital San Juan de Dios (San José).

## Muerte
Murió en Cartago, el 8 de agosto de 1852. Dejó varios hijos extramatrimoniales, entre ellos Bartolo Madriz Miranda, Ramona Madriz Prieto, el presbítero Francisco Calvo (hijo de Petronila del Castillo y criado por el presbítero Rafael del Carmen Calvo Rosales), María de Jesús Madriz Enríquez, que se casó con Lorenzo Montúfar y Rivera, quien fue Canciller de Costa Rica en dos oportunidades.